# Гейзел Брюггер
Еллісон Гейзел Брюггер (англ. Hazel Brugger, нар. 9 грудня 1993) — американська та швейцарська слем-поетеса, комедіантка, артистка кабаре й телеведуча. Ведуча Пісенного конкурсу Євробачення 2025 в Базелі, Швейцарія.

## Біографія та кар'єра

### Ранні роки
Народилася 9 грудня 1993 року в Сан-Дієго, Каліфорнія. Виросла в Дільсдорфі, поблизу Цюриха, що у Швейцарії. Батько — швейцарський нейропсихолог Пітер Брюггер, а мати — вчителька англійської мови, родом з Кельна, Німеччина. Має двох старших братів.
Після закінчення навчання в Бюлаху Гейзел Брюггер почала вивчати філософію та літературу в Цюрихському університеті, але зрештою кинула навчання. Коли їй було 17 років, вона розпочала свою кар'єру як учасниця поетичного слем-конкурсу у Вінтертурі, Швейцарія.
У 2013—2014 роках Брюггер була колумністкою для Hochparterre і TagesWoche. У 2014—2017 роках вела двотижневу колонку для швейцарської щоденної газети Das Magazin. 2015 року була модераторкою ток-шоу «Hazel Brugger Show and Tell» у Театрі на Ноймаркті в Цюриху, яке проводилося кожні два місяці. 9 жовтня 2013 року виступила на четвертому чемпіонаті Poetry Slam у Берні, Швейцарія. У листопаді 2015 року Гейзел Брюггер розпочала свою першу кабаре-програму «Hazel Brugger happens». У лютому 2019 року розпочала гастролі Німеччиною, Австрією та Швейцарією зі своєю другою сольною програмою «Tropical», прем'єра якої відбулася 2 грудня 2020 року на Netflix.

### Подальші роки
З 2016 року Гейзел Брюггер є кореспонденткою німецького політичного сатиричного шоу «heute-show» на ZDF. 26 квітня вона вперше з'явилася як гостя в іншому сатиричному шоу ZDF під назвою «Die Anstalt».
2017 року виграла Salzburger Stier, премію для артистів кабаре. Брюггер є наймолодшою серед тих, хто коли-небудь вигравав цю нагороду[джерело?].
2019 року розпочала серіал на YouTube, який вона веде разом зі Шпітцером, співпродюсером та автором. Шоу називається «Deutschland Was Geht», що перекладається як «Як справи, Німеччино?». У шоу Гейзел Брюггер і Шпітцер досліджують цікаві та часом дивні місця разом з різними німецькими коміками. 2020 році назва шоу змінилася на «What's up, Europe?» («Як справи, Європо?»)[джерело?].
У травні 2025 року Гейзел Брюггер була співведучою Пісенного конкурсу Євробачення 2025, який відбувся у Базелі, Швейцарія, разом із Сандрою Штудер та Мішель Гунцікер.

## Нагороди
- 2013: «Swiss Master» за поетичний слем
- 2015: «Young Journalist of the Year» журналу Schweizer Journalist
- 2016: «Swiss Columnist of the Year» за результатами голосування й опитування, проведеного Schweizer Journalist серед 1400 журналістів[18].
- 2017: Німецька премія за кабаре від міста Майнц
- 2017: Salzburger Stier[19]
- 2017: Баварська премія за кабаре для молодого артиста
- 2017: Swiss Comedy Award
- 2017: German Comedy Award для молодого артиста

## Особисте життя
Живе в Кельні з 2016 року.
Одружена з німецьким автором і коміком Томасом Шпітцером з 2020 року. У жовтні 2020 року Брюггер оголосила про свою вагітність. Загалом у подружжя дві доньки.